# Capela do Alto Alegre
Capela do Alto Alegre là một đô thị thuộc bang Bahia, Brasil. Đô thị này có diện tích 655,805 km², dân số năm 2007 là 11593 người, mật độ 17,68 người/km².